# Gazet van Brussel (1914-1918)
Gazet van Brussel was een Belgisch Nederlandstalig dagblad.

## Historiek
De krant werd opgericht door Emiel Van Bergen en Jozef Haller von Ziegesar. De eerste editie verscheen op 29 november 1914 met als ondertitel Nieuwsblad voor het Vlaamsche volk. De redactie was gevestigd in de Zwarte Lieve Vrouwstraat 12 te Brussel. Het was de eerste Nederlandstalige krant die (opnieuw) verscheen na de Duitse bezetting van België tijdens de Eerste Wereldoorlog. Stokpaardjes van de krant waren onderwijs, bestuur en taalpolitiek. Tevens sprak de krant zich uit tegen de oorlog, voor autonomie van Vlaanderen en voor de vernederlandsing van de Rijksuniversiteit Gent.
In juni 1916 verliet Van Bergen de redactie en werd als hoofdredacteur opgevolgd door C.F. de Sadeleer. Op 26 augustus 1917 werd René Declercq aangesteld als hoofdredacteur. In juli 1918 werd hij opgevolgd door Adolf Peremans in deze hoedanigheid. Ten slotte werd Edgard Rientjens nog enkele weken hoofdredacteur. De laatste editie van het dagblad verscheen op 1 oktober 1918. Vanaf 2 oktober 1918 werd de uitgave van de krant verder gezet onder de titel De Tijd.

## Hoofdredacteurs
| Periode     | Hoofdredacteur   |
| ----------- | ---------------- |
| 1914 - 1916 | Emiel Van Bergen |
| 1916 - 1917 | C.F. de Sadeleer |
| 1917 - 1918 | René Declercq    |
| 1918        | Adolf Peremans   |
| 1918        | Edgard Rietjens  |